# Sassenbroek
Sassenbroek is een gehucht van Broekom, een deelgemeente van de Belgische gemeente Borgloon.
Het gehucht bevindt zich in het zuiden van de gemeente Borgloon en is gelegen ten oosten van de dorpskom van Broekom nabij de gemeentegrens met Heers. 
De kern van het gehucht bestaat uit enkele hoeves, de Sassenbroekmolen en een kleine veldkapel. 

## Geschiedenis
In Sassenbroek werden bij opgravingen restanten gevonden van een Romeinse villa die gelegen was aan een deverticulum van de heirbaan Tongeren-Bonen. Het Graf van Gutschoven, een tumulus die zich op zo'n 500m van Sassenbroek bevindt, behoorde mogelijks tot deze villa.
In de vroege middeleeuwen vormde Sassenbroek een kerkelijke enclave binnen het graafschap Loon die afhing van het bisdom Metz. Ten tijde van de graven van Loon was Sassenbroek een afzonderlijke heerlijkheid die in de 12e een 14e eeuw in het bezit was van de gelijknamige familie. In de zestiende eeuw komt Sassenbroek in het bezit van de familie de Velroux. In de zeventiende en achttiende eeuw zal de heerlijkheid achtereenvolgens in het bezit komen van de families Grotars, du Vivier en Vandermeer. 
Nadat de streek in 1795 door Frankrijk werd geannexeerd, werd de heerlijkheid afgeschaft waarna Sassenbroek werd ondergebracht in de gemeente Broekom.

## Natuur en landschap
Sassenbroek is gelegen aan een klein broek waar de Sassenbroekbeek in de Herkebeek vloeit. De bron van de Sassenbroekbeek bevindt zich nabij het Manshovenhof, een hoeve die deel uitmaakt van het Manshovenbos dat enkele honderden meters ten oosten van Sassenbroek ligt.
Het broek herbergt een bijzondere flora. Men vindt er onder andere gewone dotterbloem, grote bevernel, kleine watereppe, moerasrolklaver, moerasspirea, ruig klokje en waterpeper.
Het omliggende landschap wordt gekenmerkt door een glooiend reliëf en de vruchtbare gronden zijn uitermate geschikt voor akkerbouw. De hoogte in dit gebied varieert tussen de 65 en 87 meter.